# Dendroceros japonicus
Dendroceros japonicus là một loài rêu trong họ Dendrocerotaceae. Loài này được Stephani mô tả khoa học đầu tiên năm 1909.